# Leochilus scriptus
Leochilus scriptus là một loài thực vật có hoa trong họ Lan. Loài này được (Scheidw.) Rchb.f. mô tả khoa học đầu tiên năm 1854.

## Hình ảnh

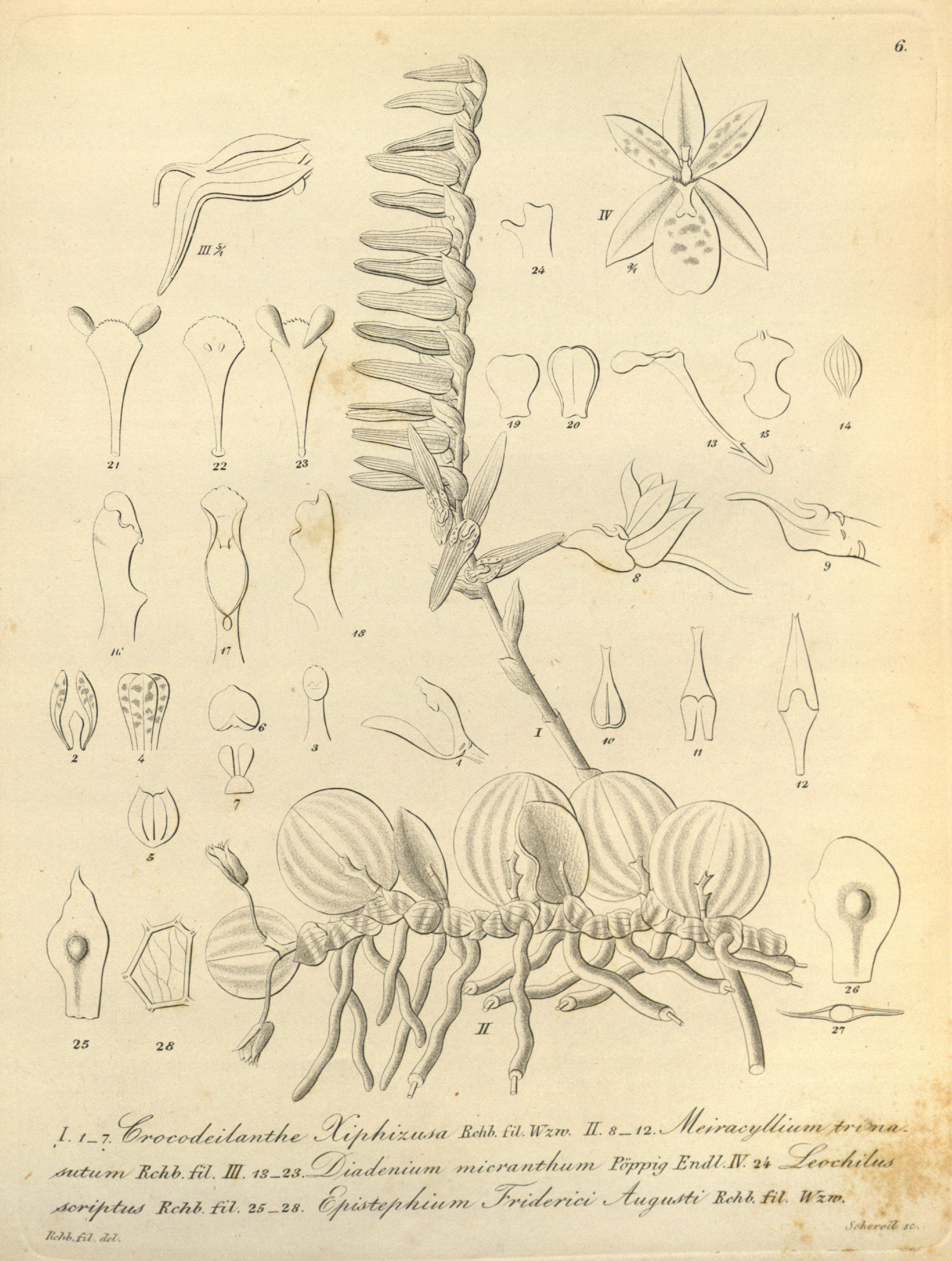